# Athanase IV de Constantinople
Pour les articles homonymes, voir Athanase.
Athanasios ou Athanase IV de Constantinople (en grec : Αθανάσιος Δ΄) est patriarche de Constantinople pendant 12 jours, du 30 juillet au 10 août 1679.